# Strzelnik
Strzelnik – część wsi Głazów w Polsce, położona w województwie zachodniopomorskim, w powiecie myśliborskim, w gminie Myślibórz. Wchodzi w skład sołectwa Głazów.
W latach 1975–1998 Strzelnik administracyjnie należał do województwa gorzowskiego.